# Leichtathletik-Länderkampf der Frauen 1956 BR Deutschland – Tschechoslowakei
| 11. Leichtathletik-Länderkampf mit bundesdeutscher Beteiligung 1956 | 11. Leichtathletik-Länderkampf mit bundesdeutscher Beteiligung 1956 |               |
| ------------------------------------------------------------------- | ------------------------------------------------------------------- | ------------- |
|                                                                     |                                                                     |               |
| Ländervergleich der Frauen: BR Deutschland – Tschechoslowakei       |                                                                     |               |
| Austragungsort                                                      | Nürnberg                                                            |               |
| Wettbewerbe                                                         | 10                                                                  |               |
| Datum                                                               | 7. Oktober                                                          |               |
| 1. FRG 2. CSK                                                       | 61 P 44 P                                                           |               |
| Chronik                                                             |                                                                     |               |
| ← FRG-FIN (M)                                                       | FRG-SWE (M) →                                                       | FRG-SWE (M) → |

Im elften Vergleich des Länderkampfjahres 1956 waren endlich auch wieder die Frauen an der Reihe. Am 7. Oktober bestritten sie ihren zweiten Länderkampf der Saison 1956 und trafen mit der Tschechoslowakei auf einen neuen Gegner, gegen den es zuvor noch keinen Frauen-Länderkampf gegeben hatte. Ausgetragen wurde die Begegnung in Nürnberg.

## Wettbewerbe und Modus
Auf dem Programm standen wieder alle neun der damals olympischen Frauendisziplinen. Darüber hinaus wurde als zehnter Wettbewerb noch ein Rennen über 800 Meter ausgetragen. In der Einzelwertung wurden die Punkte nach dem üblichen Standard verteilt, in der Staffel gab es fünf zu zwei Punkte.

## Ergebnis
Die bundesdeutschen Leichtathletinnen entschieden sieben Wettbewerbe für sich, davon vier mit Doppelerfolgen. Drei Disziplinen gingen an die Tschechoslowakinnen, davon einer mit einem Doppelerfolg. So siegte die Bundesrepublik Deutschland am Ende deutlich mit 61 zu 44 Punkten.

## Legende
Kurze Übersicht zur Bedeutung der Symbolik – so üblicherweise auch in sonstigen Veröffentlichungen verwendet:
| NMW | keine Weite (No Mark) |
| ogV | ohne gültigen Versuch |

## Resultate

### 100 m
| Platz | Athletin          | Land | Zeit (s) |
| ----- | ----------------- | ---- | -------- |
| 1     | Inge Fuhrmann     | FRG  | 11,8     |
| 2     | Irene Brütting    | FRG  | 11,9     |
| 3     | Libuse Strejckova | CSK  | 12,3     |
| 4     | Vera Svajgrová    | CSK  | 12,6     |

### 200 m
| Platz | Athletin          | Land | Zeit (s) |
| ----- | ----------------- | ---- | -------- |
| 1     | Charlotte Böhmer  | FRG  | 25,0     |
| 2     | Renate Nitschke   | FRG  | 25,5     |
| 3     | Alena Stolzová    | CSK  | 25,7     |
| 4     | Libuse Strejckova | CSK  | 25,8     |

### 800 m
| Platz | Athletin           | Land | Zeit (min) |
| ----- | ------------------ | ---- | ---------- |
| 1     | Bedriska Müllerová | CSK  | 2:17,4     |
| 2     | Ariane Döser       | FRG  | 2:18,3     |
| 3     | Nanny Schlüter     | FRG  | 2:19,9     |
| 4     | Dagmar Kosilková   | CSK  | 2:20,3     |

### 80 m Hürden
| Platz | Athletin           | Land | Zeit (s) |
| ----- | ------------------ | ---- | -------- |
| 1     | Zenta Gastl        | FRG  | 11,0     |
| 2     | Maria Sander       | FRG  | 11,1     |
| 3     | Miroslava Trkalová | CSK  | 11,5     |
| 4     | Alena Stolzová     | CSK  | 11,6     |

### 4 × 100 m Staffel
| Platz | Besetzung        | Land                                                             | Zeit (s) |
| ----- | ---------------- | ---------------------------------------------------------------- | -------- |
| 1     | BR Deutschland   | Renate Nitschke Inge Fuhrmann Irene Brütting Maria Sander        | 46,5     |
| 2     | Tschechoslowakei | Libuse Strejckova Vera Svajgrová Hana Kovaříková Truda Prokopová | 48,3     |

### Hochsprung
| Platz | Athletin            | Land | Höhe (m) |
| ----- | ------------------- | ---- | -------- |
| 1     | Inge Kilian         | FRG  | 1,66     |
| 2     | Olga Modrachová     | CSK  | 1,63     |
| 3     | Jiřina Vobořilová   | CSK  | 1,57     |
| 4     | Wilhelmine Schubert | FRG  | 1,54     |

### Weitsprung
| Platz | Athletin              | Land | Weite (m) |
| ----- | --------------------- | ---- | --------- |
| 1     | Zlata Rozkosná        | CSK  | 5,78      |
| 2     | Marga Weidner         | FRG  | 5,60      |
| 3     | Hana Kovaříková       | CSK  | 5,45      |
| NMW   | Anneliese Seonbuchner | FRG  | ogV       |

### Kugelstoßen
| Platz | Athletin          | Land | Weite (m) |
| ----- | ----------------- | ---- | --------- |
| 1     | Marianne Werner   | FRG  | 15,29     |
| 2     | Lore Klute        | FRG  | 14,12     |
| 3     | Jiřina Vobořilová | CSK  | 13,69     |
| 4     | Vera Zapadlová    | CSK  | 13,28     |

### Diskuswurf
| Platz | Athletin              | Land | Weite (m) |
| ----- | --------------------- | ---- | --------- |
| 1     | Štěpánka Mertová      | CSK  | 49,07     |
| 2     | Olga Fikotová         | CSK  | 47,00     |
| 3     | Anne-Chatrine Lafrenz | FRG  | 45,60     |
| 4     | Kriemhild Hausmann    | FRG  | 43,36     |

### Speerwurf
| Platz | Athletin        | Land | Weite (m) |
| ----- | --------------- | ---- | --------- |
| 1     | Almut Brömmel   | FRG  | 52,83     |
| 2     | Dana Zátopková  | CSK  | 46,77     |
| 3     | Edelgard Anhoff | FRG  | 43,49     |
| 4     | Mila Smejkalová | CSK  | 41,37     |